# Excreção viral
Excreção viral refere-se à expulsão e liberação de progênie do vírus após o sucesso da reprodução durante a infecção da célula hospedeira. Uma vez que a replicação é concluída e a célula hospedeira está esgotada todos os recursos na tomada de progênie viral, o vírus pode começar a sair da célula através de vários métodos.
O termo é usado para se referir ao derramamento a partir de uma única célula, o derramamento a partir de uma parte do corpo para outra parte do corpo, e o derramamento a partir de organismos no ambiente em que os vírus pode infectar outros organismos.